# HN Андромеды
HN Андромеды (лат. HN Andromedae), HD 8441 — тройная звезда в созвездии Андромеды на расстоянии приблизительно 949 световых лет (около 291 парсека) от Солнца. Видимая звёздная величина звезды — от +6,76m до +6,67m.

## Характеристики
Первый компонент (HD 8441A) — белая вращающаяся переменная звезда типа Альфы² Гончих Псов (ACV) спектрального класса A2pSrCrEu, или A4VpSrSi, или A0p. Масса — около 2,76 солнечных, радиус — около 3,86 солнечных, светимость — около 93 солнечных. Эффективная температура — около 9617 K.
Второй компонент (HD 8441B). Орбитальный период — около 106,357 суток.
Третий компонент (HD 8441C). Орбитальный период — более 5000 суток (более 13,689 лет).